# Oecomys cleberi
Oecomys cleberi är en däggdjursart som beskrevs av Locks 1981. Oecomys cleberi ingår i släktet Oecomys och familjen hamsterartade gnagare. IUCN kategoriserar arten globalt som otillräckligt studerad. Inga underarter finns listade.
Denna gnagare förekommer endast i ett litet område i centrala Brasilien. Arten lever där i galleriskog.